# Order Sabaudzki Cywilny
Order Sabaudzki Cywilny (wł. Ordine Civile di Savoia) – jednoklasowe wysokie odznaczenie cywilne Królestwa Sardynii w latach 1831–1861 i Królestwa Włoch w latach 1861–1946, a następnie order domowy włoskiej królewskiej dynastii sabaudzkiej, nadawany wyłącznie osobom narodowości włoskiej.

## Historia
Order ustanowił król Sardynii Karol Albert 29 października 1831 roku, jako odznaczenie przeznaczone do nagradzania Włochów za znamienite zasługi w dziedzinie nauki, literatury, administracji, architektury, inżynierii, sztuki, edukacji, odkryć i wynalazków. Posiadał tylko jedną klasę: Kawaler (Cavalieri). Początkowo liczba odznaczonych limitowana była do 40 Kawalerów, od 1861 – 60 Kawalerów, a od 1887 – 70 Kawalerów.
22 stycznia 1988 order został przemianowany na „Order Sabaudzki Zasługi Cywilnej” (wł. Ordine al Merito Civile di Savoia) i uzyskał nowe statuty, według których odtąd zarząd nad nim sprawuje Kancelaria Orderu Świętych Maurycego i Łazarza i dzieli się na klasy, pięć męskich i trzy kobiece:
- Kawaler Krzyża Wielkiego (limitowany do 100 odznaczonych),
- Dama Krzyża Wielkiego (limitowany do 100 odznaczonych),
- Wielki Oficer (limitowany do 150 odznaczonych),
- Komandor (limitowany do 300 odznaczonych),
- Dama Komandorska (limitowany do 300 odznaczonych),
- Kawaler Oficer (bez limitu),
- Kawaler (bez limitu),
- Dama (bez limitu)[5]

oraz Krzyż Sabaudzki Zasługi – dwustopniowe odznaczenie w formie krzyża:
- Złoty Krzyż,
- Srebrny Krzyż[6].

Wydane w 1996 statuty stwierdziły ciągłość istnienia jednoklasowego Orderu Sabaudzkiego Cywilnego przeznaczonego wyłącznie dla Włochów, oraz istnienie wieloklasowego Orderu Sabaudzkiego Zasługi Cywilnej wewnątrz poprzednika.
|               |             |         |        |          |               |              |
| Nastrini      |             |         |        |          |               |              |
| Srebrny Krzyż | Złoty Krzyż | Kawaler | Oficer | Komandor | Wielki Oficer | Krzyż Wielki |

## Wielcy mistrzowie
Wielkim mistrzem był zawsze panujący aktualnie władca, a od 1946 roku – głowa królewskiego rodu:
1. Karol Albert Sabaudzki
2. Wiktor Emanuel II Sabaudzki
3. Humbert I Sabaudzki
4. Wiktor Emanuel III Sabaudzki
5. Humbert II Sabaudzki
6. Wiktor Emanuel (IV) Sabaudzki